# Sant Estève del Vigan
Saint-Étienne-du-Vigan és un municipi francès situat al departament de l'Alt Loira i a la regió d'Alvèrnia-Roine-Alps. L'any 2007 tenia 120 habitants.

## Demografia

### Població
El 2007 la població de fet de Saint-Étienne-du-Vigan era de 120 persones. Hi havia 50 famílies de les quals 8 eren unipersonals (8 dones vivint soles i 8 dones vivint soles), 21 parelles sense fills i 21 parelles amb fills.
La població ha evolucionat segons el següent gràfic:
Habitants censats

### Habitatges
El 2007 hi havia 122 habitatges, 52 eren l'habitatge principal de la família, 64 eren segones residències i 7 estaven desocupats. Tots els 122 habitatges eren cases. Dels 52 habitatges principals, 44 estaven ocupats pels seus propietaris, 5 estaven llogats i ocupats pels llogaters i 2 estaven cedits a títol gratuït; 1 tenia una cambra, 1 en tenia dues, 11 en tenien tres, 20 en tenien quatre i 19 en tenien cinc o més. 50 habitatges disposaven pel capbaix d'una plaça de pàrquing. A 25 habitatges hi havia un automòbil i a 17 n'hi havia dos o més.

### Piràmide de població
La piràmide de població per edats i sexe el 2009 era:
| Homes | Edats   | Dones |
| ----- | ------- | ----- |
| 0     | 95 o +  | 0     |
| 0     | 90 a 94 | 0     |
| 4     | 85 a 89 | 4     |
| 0     | 80 a 84 | 0     |
| 0     | 75 a 79 | 0     |
| 8     | 70 a 74 | 12    |
| 0     | 65 a 69 | 8     |
| 4     | 60 a 64 | 0     |
| 4     | 55 a 59 | 4     |
| 0     | 50 a 54 | 4     |
| 4     | 45 a 49 | 0     |
| 4     | 40 a 44 | 4     |
| 4     | 35 a 39 | 4     |
| 0     | 30 a 34 | 0     |
| 8     | 25 a 29 | 12    |
| 0     | 20 a 24 | 4     |
| 0     | 15 a 19 | 0     |
| 4     | 10 a 14 | 0     |
| 0     | 5 a 9   | 8     |
| 0     | 0 a 4   | 4     |

## Economia
El 2007 la població en edat de treballar era de 66 persones, 44 eren actives i 22 eren inactives. De les 44 persones actives 43 estaven ocupades (23 homes i 20 dones) i 1 aturada (1 dona i 1 dona). De les 22 persones inactives 5 estaven jubilades, 4 estaven estudiant i 13 estaven classificades com a «altres inactius».

### Ingressos
El 2009 a Saint-Étienne-du-Vigan hi havia 49 unitats fiscals que integraven 114 persones, la mediana anual d'ingressos fiscals per persona era de 11.508,5 €.

### Activitats econòmiques
L'únic establiment que hi havia el 2007 era d'una empresa de construcció.
L'únic servei als particulars que hi havia el 2009 era un paleta.
L'any 2000 a Saint-Étienne-du-Vigan hi havia 13 explotacions agrícoles que ocupaven un total de 793 hectàrees.

## Poblacions més properes
El següent diagrama mostra les poblacions més properes.